# Elizabeth Taylor
Elizabeth Rosemond Taylor (ur. 27 lutego 1932 w Hampstead, zm. 23 marca 2011 w Los Angeles) – angielsko-amerykańska aktorka filmowa i telewizyjna, producentka, businesswoman i działaczka humanitarna.
Jedna z największych gwiazd Hollywood. Wyróżniona wieloma nagrodami, w tym dwoma Oscarami: w 1961 za rolę Glorii Wondrous (Butterfield 8) i w 1967 za rolę Marthy (Kto się boi Virginii Woolf?). Amerykański Instytut Filmowy umieścił ją na 7. miejscu w rankingu „największych aktorek wszech czasów” (The 50 Greatest American Screen Legends).

## Życiorys

### Dzieciństwo
Urodziła się 27 lutego 1932 o godz. 2:00 lub 2:30 w Hampstead w Północnym Londynie. Od urodzenia cierpiała na hipertrichozę. Jej rodzice byli Amerykanami zamieszkałymi w Anglii, dlatego Elizabeth od urodzenia miała podwójne obywatelstwo. Ojciec – Francis Lenn Taylor (1897–1968) – był handlarzem dzieł sztuki (zatrudnionym u swojego wuja, Howarda Younga), a matka – Sara Sothern z domu Warmbrodt (1895–1994) – aktorką teatralną, która zakończyła karierę po ślubie w 1926. Jej ojciec po ślubie z żoną utrzymywał kontakty seksualne z mężczyznami (miał romans m.in. z politykiem Victorem Cazaletem i projektantem mody Adrianem Greenburgiem), poza tym nadużywał alkoholu i prowokował kłótnie z żoną. Choć jej matka, jako wyznawczyni Nauki Chrystusowej nie uznawała idei chrztu, Elizabeth za swojego ojca chrzestnego uważała Victor Cazaleta, polityka i pułkownika armii brytyjskiej, a także przyjaciela rodziny Taylorów. Dorastała ze starszym bratem Howardem (ur. 1929) w domu „Heathwood” przy Wildwood Road nr 8 w Golders Green (a nie, jak podawała matka Elizabeth – w Hampstead).
Genealogia
| 4. Francis Marion Taylor (1860−1946)      |  |                                     |  |  |                                          |
|                                           |  | 2. Francis Lenn Taylor (1897−1968)  |  |  |                                          |
| 5. Elisabeth Mary Rosemond (1869−1937)    |  |                                     |  |  |                                          |
|                                           |  |                                     |  |  | 1. Elisabeth Rosemond Taylor (1932−2011) |
| 6. Samuel Sylvester Warmbrodt (1861−1948) |  |                                     |  |  |                                          |
|                                           |  | 3. Sara Viola Warmbrodt (1895−1994) |  |  |                                          |
| 7. Elisabeth Ann Wilson (1864−1932)       |  |                                     |  |  |                                          |
|                                           |  |                                     |  |  |                                          |

Od dziecka uchodziła za osobę energiczną i dociekliwą, zdeterminowaną, inteligentną i elokwentną, ale też nieśmiałą. W wieku czterech lat nauczyła się jeździć konno. W wywiadach twierdziła, że jako dziecko uczęszczała również na zajęcia ruchu i tańca w Vacani School of Dance, ale w szkolnych rejestrach nie odnaleziono jej nazwiska. W 1936 wystąpiła podczas imprezy charytatywnej na hipodromie w Londynie, a swoim spontanicznym popisem tańca wywołała aplauz widowni, wśród której znalazła się m.in. Elżbieta, księżna Yorku z córkami, księżniczką Elżbietą i księżniczką Małgorzatą. Uczęszczała do prywatnego koedukacyjnego przedszkola i szkoły Byron House w Highgate. W szkole podstawowej była obiektem kpin rówieśników z powodu silnego brytyjskiego akcentu.

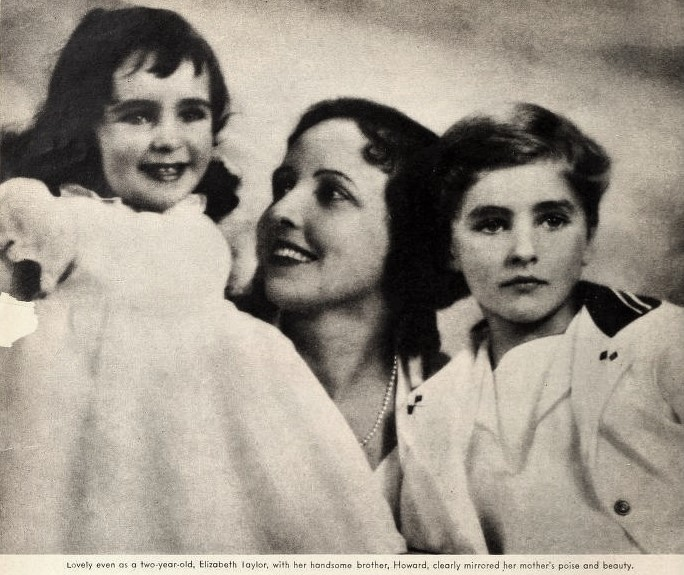
Taylor z matką i bratem (1934)

W kwietniu 1939, w obawie przed wybuchem II wojny światowej, Sara Taylor wyleciała z córką do Stanów Zjednoczonych (Francis dołączył do rodziny w grudniu 1939). Elizabeth w trakcie rejsu obejrzała film Mała księżniczka, który zainspirował ją do zostania aktorką. W Ameryce uczyła się w prywatnej Willard School niedaleko Pasadeny. Następnie zamieszkała z rodziną w dzielnicy Pacific Palisades, gdzie uczyła się w Town and Country School. W tym okresie była szczególnie rozpieszczana przez nadopiekuńczą matkę, która za wszelką cenę chciała, by jej córka zrobiła karierę aktorską. Zaczęła także uczęszczać na zajęcia tańca w Hollywood.

### Kariera

#### Początki
Kiedy miała osiem lat, swoją urodą zachwyciła Carmen Considine, żonę producenta Johna Considine’a, który zaprosił Elizabeth na przesłuchanie do wytwórni filmowej Metro-Goldwyn-Mayer. Choć na castingu zaprezentowała słabe umiejętności wokalne, firma zaoferowała jej siedmioletni kontrakt z wynagrodzeniem 100 dol. tygodniowo, ale matka Taylor odrzuciła propozycję. Elizabeth następnie wzięła udział w przesłuchaniach do wytwórni Universal Pictures, którego prezesem i głównym udziałowcem był Cheever Cowden, narzeczony Andrei Berens, będącej pod wrażeniem urody Elizabeth (dostrzegła ją na jednym z wernisaży Francisa Taylora). 21 kwietnia 1941 podpisała siedmioletni kontrakt z wytwórnią z wynagrodzeniem 100 bądź 200 dol. tygodniowo. Na wielkim ekranie zadebiutowała niewielką rolą w Ktoś rodzi się co minutę (1942), którą jednak nie zachwyciła krytyków. Wytwórnia po zaledwie roku współpracy, 24 lutego 1942, zwolniła młodą aktorkę (kontrakt wygasł 23 marca 1942).

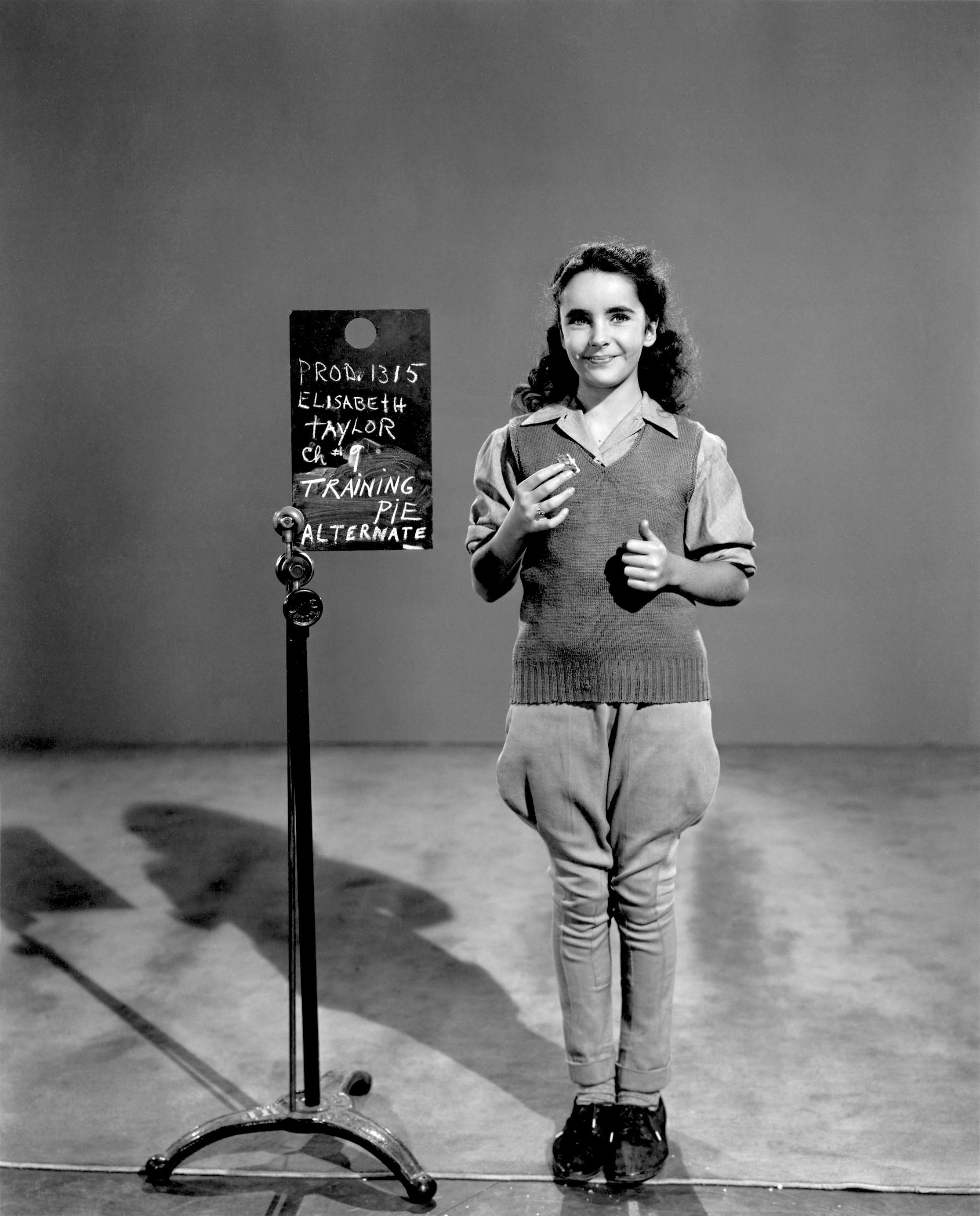
Taylor na planie filmu Wielka nagroda (1943)

Niedługo po swoich 10. urodzinach przeprowadziła się z rodziną do domu na North Elm Drive 307 w Beverly Hills, gdzie zaczęła naukę w publicznej szkole Hawthorne. 15 października 1942 podpisała trzymiesięczny kontrakt z wytwórnią MGM, która – za namową Samuela Marxa, producenta filmowego i redaktora scenariuszy – zatrudniła ją do roli Priscilli, córki bogatego księcia w filmie Freda Wilcoxa Lassie, wróć! (1943). Po występie w tym filmie podpisała siedmioletni kontrakt z wytwórnią (ze stawką 100 dol. tygodniowo w pierwszym roku do 750 dol. pod koniec siódmego roku), który zaczął obowiązywać od 5 stycznia 1943. Pojawiła się w prasowych reklamach mydła Lux, szamponu LusterCreme, kremu Woodbury i czekoladek Whitman’s Sampler. Zagrała niewielką rolę Helen, nadwrażliwej przyjaciółki tytułowej bohaterki w filmie wytwórni 20th Century Fox Dziwne losy Jane Eyre (1944), jednak sceny z jej udziałem zostały w większości wycięte w montażu, a jej nazwisko pominięto w czołówce. Wystąpiła też w epizodocznej roli w filmie Clarence’a Browna Białe skały Dover (1944).
Pierwszą główną rolę – Velvet Brown, która w przebraniu chłopca zwycięża w gonitwie o Puchar Anglii – otrzymała w kolejnym filmie Clarence’a Browna – Wielka nagroda (1944), kasowej ekranizacji powieści Enid Bagnold National Velvet z 1935. Do roli dżokejki podjęła naukę jazdy konno w Rivera Country Club (podczas jednej z lekcji boleśnie upadła z konia i uszkodziła sobie kręgosłup, co utrudniało jej codzienne funkcjonowanie przez kolejne lata), a żeby urosnąć trzy cale – i uzyskać tym samym wzrost wymagany przez twórców filmu – regularnie pływała i uprawiała gimnastykę oraz przeszła na dietę budującą masę. Za występ w filmie otrzymała głównie przychylne recenzje. Z uwagi na sukces filmu wytwórnia MGM zapewniła Taylor podwyżkę wynagrodzenie do 300 dol. tygodniowo oraz przyznała jej 7,5 tys. dol. premii. Jednocześnie była w tym okresie coraz częściej wyśmiewana przez rówieśników w szkole za swoje plany i marzenia o byciu aktorką. Ostatecznie porzuciła naukę w szkole publicznej i w latach 1942–1950 pobierała nauki w internacie Little Red Schoolhouse działającym przy wytwórni MGM. Po podpisaniu nowej umowy z MGM zagrała właścicielkę psa Billa w filmie Odwaga Lassie (1946). Na planach zdjęciowych coraz częściej wykazywała niemal fotograficzną pamięć do zapamiętywania tekstów, ale miała problem z nadekspresją w wypowiadaniu kwestii oraz mieszaniem brytyjskiego i amerykańskiego akcentu.

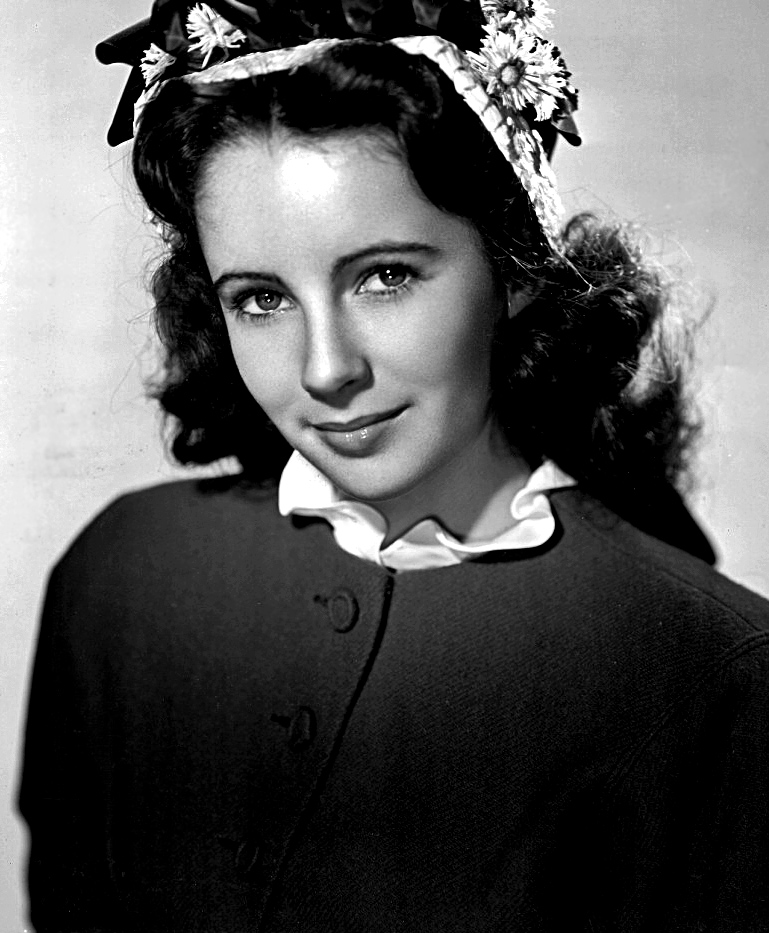
Taylor (1945)

18 stycznia 1946 podpisała nowy kontrakt z wytwórnią MGM, który gwarantował jej współpracę do 1952 i wynagrodzenie w wysokości 750 dol. tygodniowo. W tym samym roku napisała i wydała – nakładem wydawnictwa Duell, Sloan and Pearce – książkę pt. „Chrupek i ja” (Nibbles and me) o jednej ze swoich wiewiórki, a także stworzyła ilustracje do tej publikacji. Do końca lat 40. zagrała: tytułową rolę w filmie Cynthia (1947), ekranizacji broadwayowskiego spektaklu Bogate, pełne życie, i Mary, główną rolę w komedii kostiumowej Życie z ojcem (1947; została wypożyczona do tej produkcji przez Warner Bros. i zarabiała 3,5 tys. dol. tygodniowo od 20 kwietnia do 21 lipca 1946) oraz drugoplanową rolę Carol w musicalu Randka z Judy (1948), córkę głównej bohaterki filmu Niesforna Julia (1948), złośliwą Amy March, jedną z tytułowych bohaterem filmu Małe kobietki (1949) i Melindę Greyton, ukochaną głównego bohatera dramatu wojennego Konspirator (1949). Mimo że zagrała liczne role filmowe, wytwórnia MGM wciąż wątpiła w jej talent aktorski, dlatego nie powierzała aktorce ambitniejszych ról, co ją frustrowało. Po premierze Konspiratora Taylor otrzymała nagrodę im. Roscoe za „odważne kontynuowanie kariery mimo totalnego braku zdolności aktorskich” od Stowarzyszenia Harvard Lampoon. Jednocześnie prasa określała ją mianem „najbardziej utalentowanej aktorki hollywoodzkiej młodego pokolenia”. W 1949 wzięła udział w swojej pierwszej okładkowej sesji zdjęciowej, która ukazała się w sierpniowym wydaniu magazynu „Life”; w kolejnych latach pojawiła się na pierwszej stronie czasopisma rekordową liczbę 13 razy.

#### Lata 50.
Zagrała Mary w filmie Wielki kac (1950) i Angelę Vickers w melodramacie Miejsce pod słońcem (1951), przy czym za drugą z ról zebrała wiele pochlebnych recenzji. W październiku 1951, jako przedstawicielka przemysłu filmowego, wizytowała u prezydenta Trumana z okazji złotego jubileuszu amerykańskiego kina. Na początku lat 50. wystąpiła m.in. w filmie Ojciec panny młodej (1950) i jego kontynuacji, Kłopotliwy wnuczek (1951). Odnowiła również kontrakt z MGM na kolejne siedem lat z wynagrodzeniem 5 tys. dol. tygodniowo. Wystąpiła m.in. jako Żydówka Rebecca w kasowym filmie Ivanhoe (1952), Lady Patricia w Pięknym Brummelu (1954) i Helen Ellswirth w Kiedy ostatni raz widziałem Paryż (1954). Zagrała także w kilku krytycznie przyjętych przez recenzentów filmach, m.in.: Miłość lepsza niż kiedykolwiek (1952), Dziewczyna, która miała wszystko (1953), Ścieżka słoni (1954) i Rapsodia (1954). Pojawiła się także w epizodycznych rolach w filmach: Quo Vadis (1951) i Callaway Went Thataway. Coraz częściej mierzyła się z nagabywaniem i pogróżkami ze strony psychofanów. Jednocześnie jej umiejętności aktorskie były negatywnie oceniane przez krytyków, którzy zwracali uwagę też na jej piskliwy głos. W tym okresie zaczęła pobierać lekcje aktorstwa u Lillian Burns Sidney.
W drugiej połowie lat 50. zagrała m.in. Leslie Lynnton Benedict, dziewczynę z Maryland, która wychodzi za ranczera, w kasowym Olbrzymie (1956), do roli w którym została wypożyczona przez Warner Bros.. Zaczęła również zdobywać uznanie branży filmowej – za występy w filmach W poszukiwaniu deszczowego drzewa (1957), Kotka na gorącym blaszanym dachu (1958), Nagle, zeszłego lata (1959) i Butterfield 8 (1960) była nominowana do Oscara dla najlepszej aktorki pierwszoplanowej, przy czym nagrodę otrzymała dopiero za występ w ostatniej z wymienionych produkcji. W 1958 była drugą najbardziej kasową gwiazdą kina, tuż po Glennie Fordzie.
Na planie Kotki… nawiązała romans z Eddiem Fisherem, za który była atakowana przez wiernych Kościoła katolickiego i moralistów oraz powszechnie krytykowana w mediach, ponieważ zaledwie od kilku miesięcy była wdową (po tragicznie zmarłym Mike’u Toddzie), a aktor był wówczas mężem Debbie Reynolds. W wyniku skandalu wywołanego przez romans Stowarzyszenie Właścicieli Teatrów odebrano Taylor tytuł aktorki roku, który przyznał jej za rolę w Kotce…. W tym okresie notorycznie spóźniała się na plany zdjęciowe, czym opóźniała prace nad filmami, a w trakcie realizacji Butterfield 8 uprzykrzała pracę także poprzez narzekanie na proponowane jej kostiumy i makijaż oraz zbyt niską temperaturę w garderobie. Jej zachowanie spowodowane było faktem, że nie była zadowolona ze swojej roli w filmie (grała call-girl Glorię Wandroud), ale musiała w nim zagrać, ponieważ zobowiązywał ją do tego kontrakt z MGM, poza tym twórcy nie chcieli nanieść proponowanych przez nią zmian w scenariuszu. Pod koniec dekady zagrała epizodyczną rolę w filmie Michaela Todda jr. Scent of Mystery (Holiday in Spain) (1960), który okazał się artystyczną klapą.

#### Lata 60.

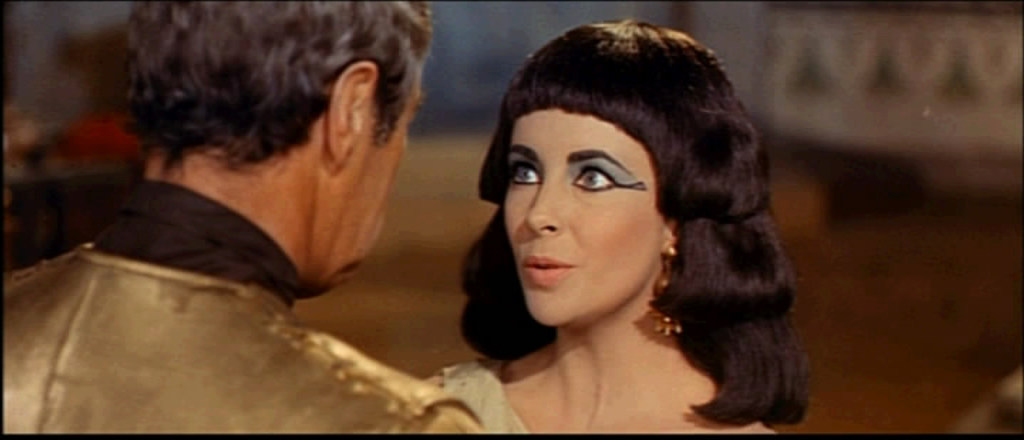
Taylor w filmie Kleopatra (1963)

W październiku 1959 podpisała z 20th Century Fox rekordowe honorarium w wysokości 1 mln dol. za zagranie tytułowej bohaterki filmu Josepha L. Mankiewicza Kleopatra (1963), choć początkowo nie chciała zagrać tej roli. Na planie Kleopatry zachowywała się kapryśnie i destrukcyjnie, m.in. wciąż spóźniała się do pracy i bywała niedyspozycyjna (np. przez choroby i bóle kręgosłupa), czym opóźniała realizację zdjęć, co z kolei miało duży wpływ na niepowodzenie artystyczne i finansowe filmu. W trakcie kręcenia filmu nawiązała romans z Richardem Burtonem
, czym oboje wywołali skandal obyczajowy i mierzyli się z krytyką międzynarodowej prasy, a po nakręceniu zdjęć zostali pozwani przez 20th Century Fox za naruszenie – zawartej w umowie – klauzuli moralności; sprawę w sądzie wygrali, dzięki czemu mogli zachować honorarium. Film kosztował wytwórnię 40-50 mln dol. i stał się najdroższą produkcją w historii kina. Mimo to zebrał mieszane recenzje, podobnie jak sama Taylor; krytyka płynęła głównie z amerykańskiej prasy, która była oburzona romansem Taylor i Burtona.
W 1961 reprezentowała Stany Zjednoczone na Międzynarodowym Festiwalu Filmowym w Moskwie i została okrzyknięta najbardziej kasową aktorką świata. Po Kleopatrze zagrała z Richardem Burtonem jeszcze w kilku filmach, m.in. Z życia VIP-ów (1963) i Brodziec (1965). Za rolę Marthy Mitchell w filmie Mike’a Nicholsa Kto się boi Virginii Woolf? (1966) dla Warner Bros otrzymała Oscara dla najlepszej aktorki pierwszoplanowej, a także nagrodę Koła Krytyków Nowojorskich, nagrodę Krajowej Rady Recenzentów i nagrodę Stowarzyszenia Prasy Zagranicznej. Wystąpiła w programie podróżniczym CBSTV Elizabeth Taylor’s London. Zebrała chłodne recenzje za nieudany występ w wieczorku poetyckim pt. „Gdyby się na tej Ziemi czas mógł zatrzymać”, z którego dochód wsparł finansowo American Musical & Dramatic Academy.

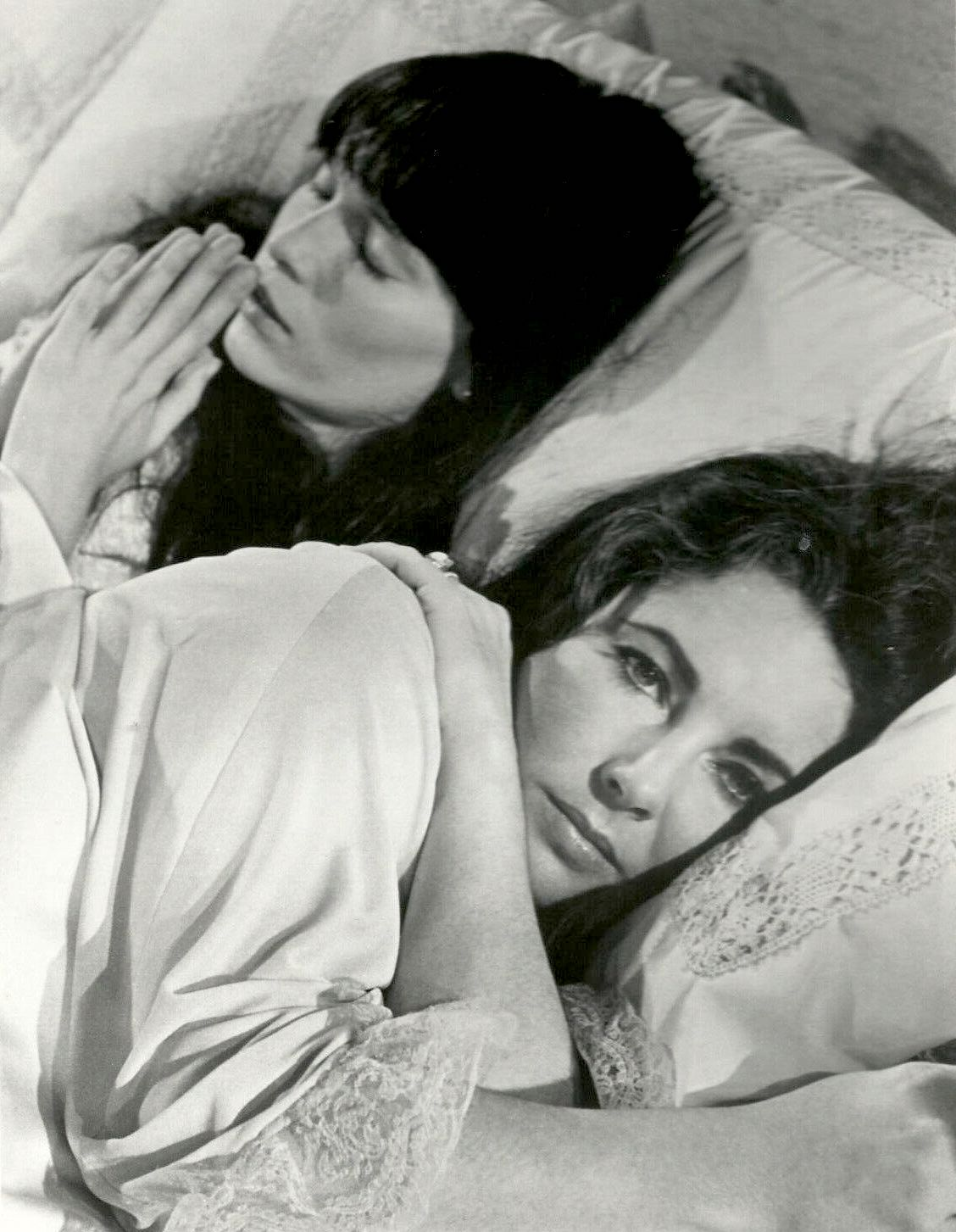
Taylor i Mia Farrow w filmie Tajna ceremonia (1968)

W 1964 nakładem wydawnictwa Harper & Row wydała książkę autobiograficzną pt. „Elizabeth Taylor”, a w następnym roku kolejną – pt. „Elizabeth Taylor: An Informal Memoir”. W lutym 1966 przez tydzień występowała w roli Heleny Trojańskiej w spektaklu Faust wystawianym w teatrze Uniwersytetu Oskfordzkiego. W 1967 do kin trafiły cztery filmy z Taylor w pierwszoplanowej roli: Poskromienie złośnicy, W zwierciadle złotego oka, Haiti – wyspa przeklęta i Doktor Faust, przy czym tylko pierwsza z produkcji zebrała pozytywne recenzje. W tym samym roku wraz z Burtonem założyła wytwórnię filmową Taybur Productions, która jednak nie wyprodukowała żadnego filmu. Również w 1967 zajęła szóste miejsce na liście najbardziej kasowych aktorek na świecie, a w następnym roku spadła na 10. pozycję rankingu. W 1968 premierę miały dwa filmy Josepha Loseya z Taylor w głównej roli: Boom! (który został chłodno odebrany przez recenzentów) i Tajna ceremonia. W 1969 pojawiła się gościnnie w filmie Anna tysiąca dni. Również w latach 60. Andy Warhol stworzył serię portretów Taylor, które są jednymi z najbardziej znanych dzieł artysty.

#### Lata 70.
W pierwszej połowie lat 70. pojawiła się w jednym z odcinków serialu Here’s Lucy (1970) oraz w filmach: Jedyna gra w mieście (1970), X, y i zet Pod mlecznym lasem, Hammersmith wyszedł (wszystkie trzy z 1972), Nocne widmo, Jego rozwód, jej rozwód, Środa popielcowa (wszystkie z 1973) i Identikit (1974; znany także pod tytułami: Miejsce kierowcy i Krwawe gry). Krytycy chłodno oceniali większość ówczesnych ról Taylor i, tak jak w poprzednich latach, podważali jej umiejętności aktorskie, choć jednocześnie często podkreślali, że czyni postępy w graniu i jest jedynym atutem danego filmu. Taylor w tym okresie na wielu planach filmowych zachowywała się destrukcyjnie, m.in. spóźniając się o kilka godzin do pracy lub w ogóle się w niej nie pojawiając. Na planie X, y i zet po raz pierwszy pracowała nie za honorarium, a za zwrot wydatków i na procent od zysków, co później powtórzyła również przy realizacji filmów Hammersmith wyszedł i Środa popielcowa.

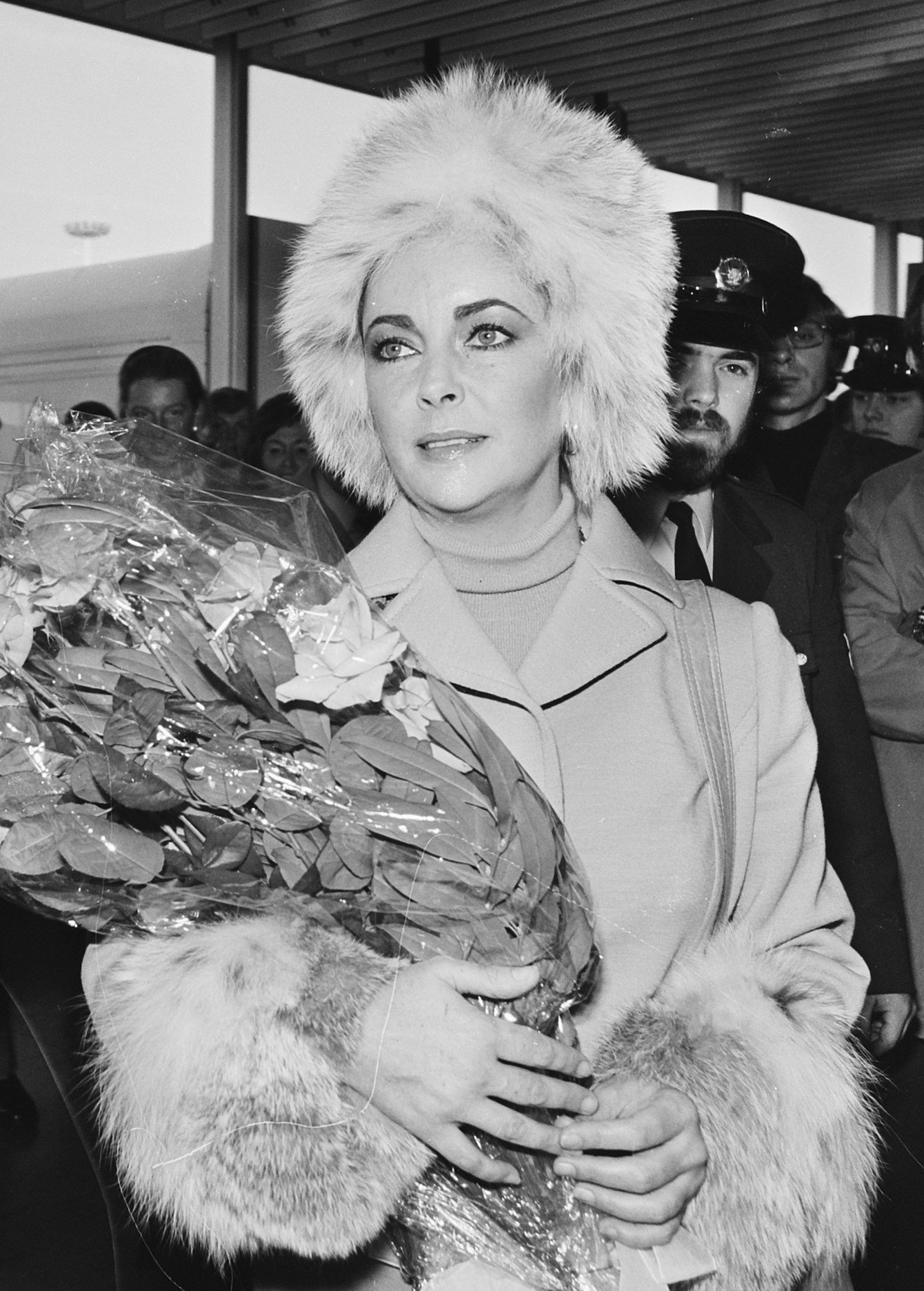
Taylor (1973)

Pod koniec 1975 wydała swoją autobiografię pt. To Live in Love, która została opublikowana w magazynach „Ladies Home Journal” i „Woman”. W drugiej połowie lat 70. zagrała m.in. główną, poczwórną rolę – Matki, Macierzyńskiej Miłości, Czarownicy i Królowej Światła – w pierwszej amerykańsko-radzieckiej produkcji pt. Błękitny ptak (1976), a także Edrę Vilnofsky w Zwycięstwie pod Entebbe (1976). W tym okresie zaczęła otrzymywać coraz mniej ról filmowych, skupiła się także na życiu rodzinnym u boku Johna Wernera. Zebrała chłodne recenzje za rolę Desiree Armfeldt, głównej bohaterki filmu Mała nocna muzyka (1978), w którym zaśpiewała utwór „Send in the Clowns”; w przeciwieństwie do poprzednich planów zdjęciowych, przy Małej… nie sprawiała problemów, a twórcy zachwalali współpracę z nią. Pod koniec lat 70. zagrała też niemą rolę w filmie Zimowe zabójstwa (1979).
Latem 1978 zadebiutowała w teatrze telewizji, występując w Return Engagement zrealizowanym w ramach cyklu „Hallmark Hall of Fame”. Pod koniec lat 70. premierę miała kolekcja jej perfum o nazwie Elizabeth Taylor’s Passion.

#### Lata 80.
Lata 80. zaczęła od gościnnych występów w filmie Pęknięte lustro (1980) i serialu Szpital miejski (1981). W maju 1981 zadebiutowała w roli Reginy Giddens w spektaklu Małe liski, który miał premierę m.in. na Broadwayu, a później był wystawiany w Nowym Orleanie, Nowym Jorku, Waszyngtonie i Los Angeles, a także w Londynie i Związku Radzieckim. Choć krytyki negatywnie oceniali jej grę, za występy w sztuce była nominowana do nagrody Tony za najlepszą rolę żeńską. W tym okresie wraz z Zevem Bufmanem założyła spółkę Elizabeth Taylor Repertory Company, jednak już w listopadzie 1983 para zakończyła współpracę.

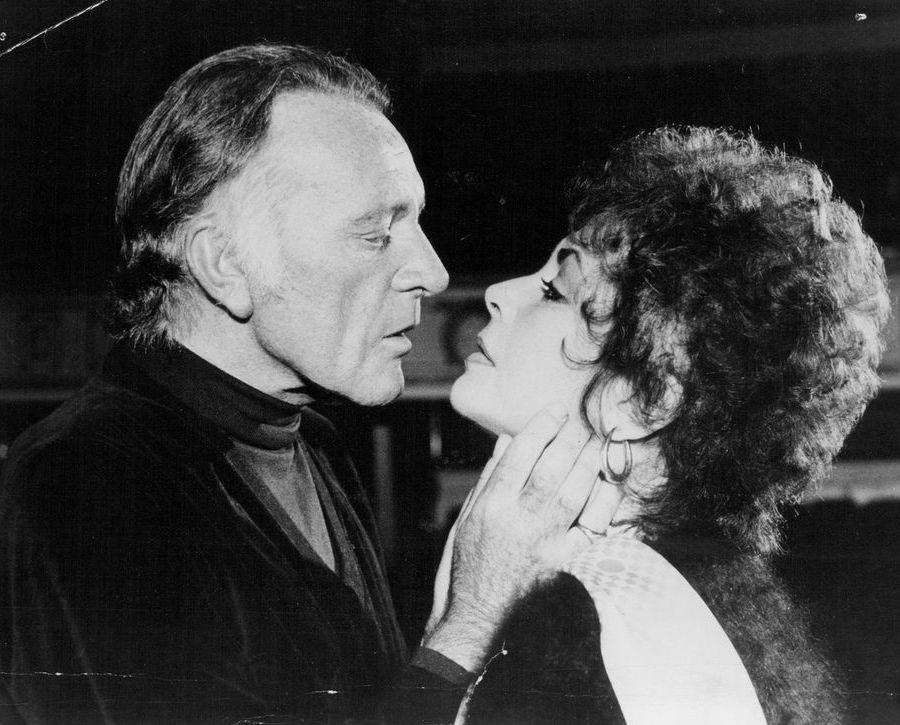
Taylor i Richard Burton w sztuce Życie prywatne (1983)

Za wkład w produkcję filmu dokumentalnego Genocide (1982), którego była jedną z narratorek, otrzymała pierwszą nagrodę Wiesenthal Humanitarian Award przyznawaną przez Centrum Badań nad Holocaustem im. Szymona Wiesenthala w Los Angeles. Wystąpiła także w filmie telewizyjnym Między przyjaciółmi (1983) i zagrała z Richardem Burtonem w objazdowym spektaklu komediowym Życie prywatne (1983) po USA; za występy w sztuce zbierała złe recenzje, poza tym odwołała występy w ok. 20 spektaklach z powodu różnych dolegliwości zdrowotnych. Również w latach 80. zagrała w miniserialu Północ – Południe (1985), filmach telewizyjnych: Czarownice w krainie czarów (1985) i There Must Be a Pony (1986) oraz w komediowym westernie Pokerzystka Alicja (1987). Wcieliła się też w rosyjską diwę Nadinę Bulichoff w filmie Młody Toscanini (1988), który zebrał złe recenzje na Festiwalu Filmowym Wenecji i nigdy nie doczekał się kinowej premiery w USA, ale za to był pokazywany we Francji.
W 1987 wypuściła linię perfum „Passion”, która stała się jednym z najbardziej dochodowych produktów branży zapachowej, przynosząc producentom rocznie ok. 70 mln dol. zysku. 2 tym samym roku otrzymała Order Legii Honorowej za swoją działalność humanitarną. W 1988 wydała książkę autobiograficzną pt. „Elizabeth Takes Off”, w której opisała swoje zmagania z uzależnieniami i nadwagą. W 1989 pojawiła się jako Alexandra del Lago w filmie Słodki ptak młodości, a premierę miały kolejne dwa jej zapachy perfum – White Diamonds i Passion for Men.

#### Lata 90.
W marcu 1993 otrzymała nagrodę Amerykańskiego Instytutu Filmowego za całokształt twórczości. Zagrała epizodyczną rolę w filmie Flintstonowie (1994). Również w latach 90. założyła firmę jubilerską House of Taylor, która jednak zaledwie po trzech latach istnienia ogłosiła upadłość. W 1996 premierę w telewizji NBC miał miniserial Liz: The Elizabeth Taylor Story, w którym tytułową rolę zagrała Sherilyn Fenn; Taylor bezskutecznie próbowała zablokować emisję produkcji, podtrzymując, że ma wyłączne prawa do własnego życia. W grudniu 1999 aktorka otrzymała z rąk królowej Elżbiety II Order Imperium Brytyjskiego drugiej klasy.

### Ostatnie lata i śmierć

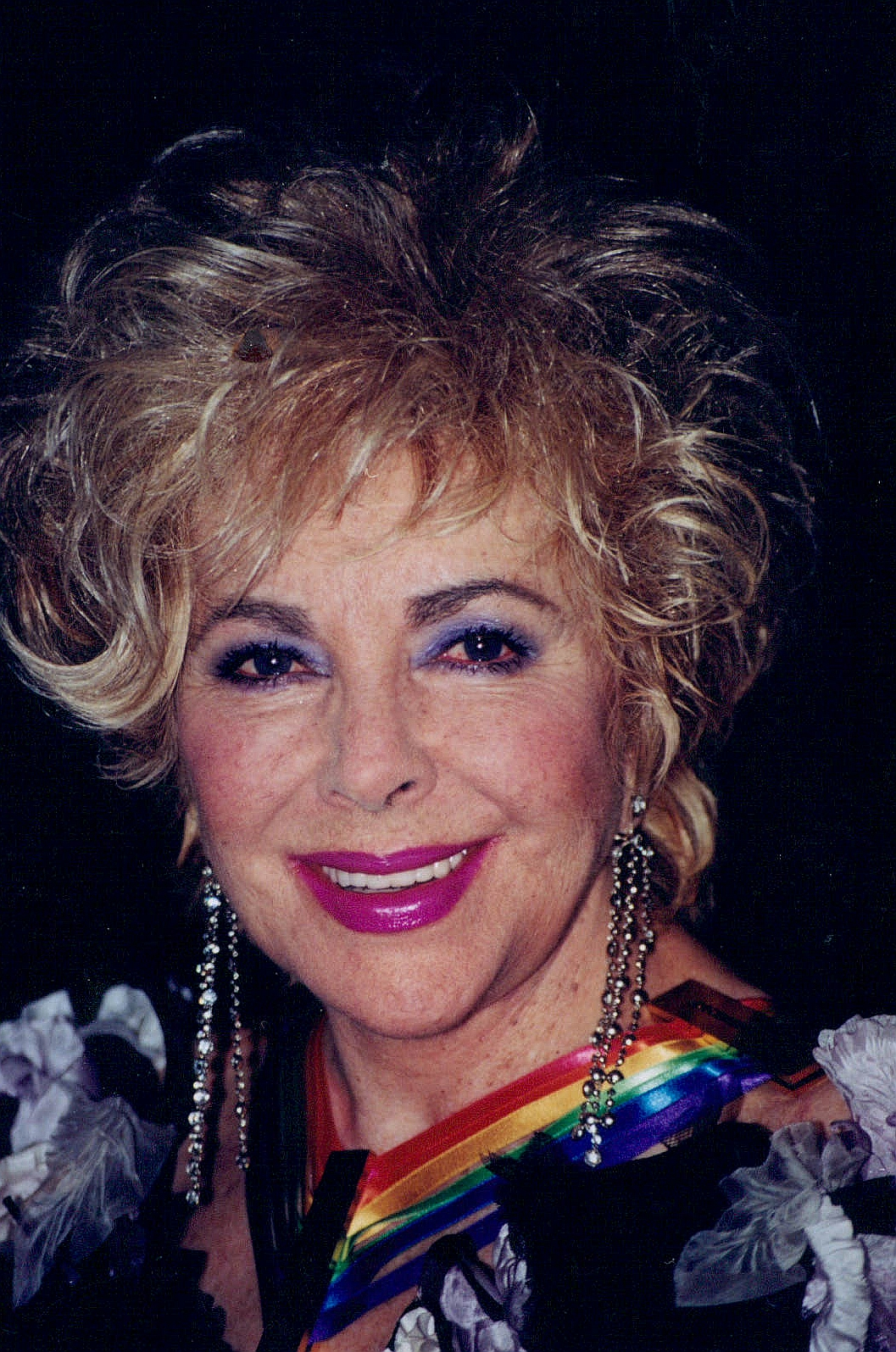
Taylor (2002)

Ostatnim projektem, w którym wzięła udział, był film telewizyjny Wieczny blask gwiazd (2001). W tym samym roku uczestniczyła w 58. gali wręczenia Złotych Globów, na której ogłosiła zdobywcę nagrody za najlepszy dramat. W 2002 wydała książkę pt. „My Love Affair with Jewerly” oraz została laureatką jednego z pięciu wyróżnień na 25. ceremonii rozdania nagród w Centrum Kennedy’ego w Waszyngtonie. W 2003 uczestniczyła w specjalnym pokazie filmu Olbrzym (1956) na 56. Międzynarodowym Festiwalu Filmowym w Cannes. W ostatnich latach życia preferowała spędzanie czasu w samotności, sporadycznie pojawiała się na publicznych wystąpieniach. W maju 2006 gościła w programie telewizyjnym Larry King Show. W 2007 uczestniczyła w uroczystej gali fundacji Macy’s Passport, na której została uhonorowana tytułem filantropki roku za działalność na rzecz HIV/AIDS.
W listopadzie 2004 ujawniła, że miała zastoinową niewydolność serca. W październiku 2009 przeszła operację zastawki serca. W lutym 2011 trafiła z objawami niewydolności serca na leczenie do szpitala w Los Angeles, gdzie 23 marca 2011 zmarła w otoczeniu rodziny, w wieku 79 lat. Dwa dni po śmierci została pochowana na cmentarzu Forest Lawn w Glendale. Uroczystości pogrzebowe odbyły się zgodnie z obrządkiem żydowskim, prowadził je rabin Jerry Cutler.

## Życie prywatne

### Małżeństwa i romanse
W wieku nastoletnim randkowała z aktorem Marshallem Thompsonem i futbolistą Glennem Davisem, od czerwca do września 1949 była zaręczona z przedsiębiorcą Williamem D. Pawleyem jr., a następnie spotykała się z piosenkarzem Vikiem Damone, baseballistą Ralphem Kinerem i producentem filmowym Arthurem Loewem jr. W latach 50. miała romans z reżyserem Stanleyem Donenem, aktorami Rockiem Hudsonem i Victorem Maturem oraz scenarzystą Kevinem McClorym, a w latach 60. romansowała z publicystą Maxem Lernerem. W latach 1974–1975, tj. w okresie separacji i kryzysu małżeńskiego z Richardem Burtonem, miała romans z przedsiębiorcą Henrym Wymbergiem. Następnie nawiązała romans z szefem agencji reklamowej Peterem Darmaninem i ambasadorem Iranu w USA Ardeszirem Zahedim. Po drugim rozwodzie z Burtonem odnowiła romans z Wymbergiem oraz spotykała się ze scenarzystą i reżyserem reklam Harveyem Hermanem. W latach 80. miała romans z Rainierem, księciem Monako. Po rozwodzie z Johnem Wernerem była zaręczona z prawnikiem Victorem Gonzalezem Luną, później przez pół roku była narzeczoną przedsiębiorcy Dennisa Steina, spotykała się z dziennikarzem Carlem Bernsteinem i doradcą wizerunkowym Gordonem Reece’em oraz miała romans z George’em Hamiltonem. Pod koniec życia związana była z aktorem Jeffem Goldblumem, doktorem Garym Schwartzem, przedsiębiorcą Jasonem Wintersem i aktorem Colinem Farrellem.

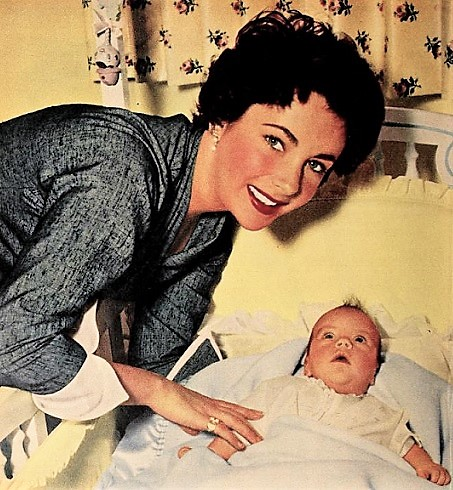
Taylor z synem, Michalem Wildingiem juniorem (czerwiec 1953)

Była mężatką ośmiokrotnie, przy czym siedem razy brała rozwód i raz owdowiała – Mike Todd zginął w katastrofie lotniczej w marcu 1958. Jej mężami byli:
- 5 maja 1950 – 29 stycznia 1951 – Conrad „Nicky” Hilton Jr.[220][221][222]; w trakcie małżeństwa była ofiarą przemocy domowej[223]
- luty 1952 – 31 stycznia 1957 – Michael Wilding; mieli dwóch synów: Michaela (ur. 1953) i Christophera (ur. 1955)[224][225][226]
- 3 marca 1957-1958 – Michael Todd; mieli córkę Elizabeth (ur. 1957)[227][228][229]
- 12 maja 1959 – 6 marca 1964 – Eddie Fisher[230][231][232]
- 15 marca 1964 – 26 czerwca 1974 oraz 10 października 1975 – 1976 – Richard Burton[233][234][235]; mieli adoptowaną córkę, Marię[236][237][238]
- 4 grudnia 1976 – 7 listopada 1982 – John Warner[239][240][241]
- 6 października 1991 – 1996 – Larry Fortensky[242][243].

W 1971, w wieku 38 lat, po raz pierwszy została babką (urodziła jej się wnuczka Leyla, córka Michaela Wildinga jr. i Beth Clutter). Dożyła narodzin jeszcze dziewiątki wnuków i czwórki prawnuków.

### Religia i poglądy
27 marca 1959 przeszła konwersję na judaizm i przyjęła imiona Elisheba Rachel. Wspierała finansowo ruchy syjonistyczne.
Miała demokratyczne poglądy. Ufundowała galę charytatywną z okazji urodzin Belli Abzug z Partii Demokratycznej oraz uczestniczyła w kilku innych wydarzeniach w imieniu tej polityczki. Przed wyborami prezydenckimi w USA w 1976 wsparła finansowo kampanię Jimmy’ego Cartera (kandydata Demokratów) i wspomogła Geralda Forda (kandydata Republikanów) poprzez udział w spotkaniach z jego wyborcami. Przez większość życia wykazywała powierzchowne zainteresowanie polityką, w którą mocniej zaangażowała się po rozpoczęciu związku z Johnem Warnerem.
W 1966 zrzekła się amerykańskiego obywatelstwa i pozostawiła sobie brytyjskie, prawdopodobnie w celu uniknięcia płacenia wysokich podatków w Stanach Zjednoczonych.
W 1983 udała się z misją pokojową do Izraela, by doprowadzić do pojednania kraju z Jordanią.
Otwarcie wspierała społeczność gejowską. W latach 80. zaczęła czynnie angażować się (m.in. finansowo) w pomoc osobom chorującym na AIDS. Była jedną z założycielek Amerykańskiej Fundacji Badań nad AIDS (amfAR), a w 1987 została przewodniczącą tej organizacji. W 1991 założyła Elizabeth Taylor AIDS Foundation.

### Zdrowie
Od końca lat 40. była uzależniona od leków. Przez wiele lat zmagała się również z uzależnieniem od narkotyków i alkoholu. W grudniu 1983 samowolnie rozpoczęła pięciotygodniową terapię odwykową w klinice Betty Ford Center. Do kliniki wróciła w październiku 1988.
Miała słaby organizm i była podatna na choroby (w różnych latach miała m.in. zapalenie osierdzia, krtani, płuc i oskrzeli), choć nie brakuje teorii, że większość jej problemów zdrowotnych miało podłoże psychosomatyczne lub było związane z problemami z uzależnieniem od leków i alkoholu. W 1951 przeszła kurację w Szpitalu Cedru Libańskiego w związku z początkiem choroby wrzodowej bądź nieżytem kiszek. W listopadzie 1956 przeszła operację usunięcia kręgów kręgosłupa, które uszkodziła po upadku na schodach. W 1960 zdiagnozowano u niej zapalenie opon mózgowych, a w marcu 1961 przeszła tracheotomię w związku z zatorowością płucną wywołaną gronkowcowym zapaleniem płuc. W tym okresie cierpiała na anemię. W 1968 przeszła zabieg usunięcia macicy. W tym okresie zachorowała na krwawienie odbytu. W 1973 przeszła operację diagnostyczną wycięcia cysty na jajniku. Również w latach 70. z powodu zapalenia stawów poruszała się na wózku inwalidzkim. Od końca marca do końca czerwca 1990 przebywała w szpitalu w związku z wirusowym zapaleniem płuc. Ponadto chorowała onkologicznie − przeszła operacje usunięcia guza mózgu i raka skóry. Według raportów medycznych pięć razy w życiu złamała kręgosłup i miała protezy w obu biodrach. W 1983 wskutek zderzenia drogowego zerwała więzadła w lewej nodze.
Przez wiele lat kariery zmagała się z nadwagą, przez co bywała krytykowana i wyśmiewana przez recenzentów filmowych i prasę oraz padała obiektem drwin komików (np. Joan Rivers i Johna Belushiego).
W 1973 zabezpieczyła swoją twarz na 1 mln dol. na wypadek, gdyby doszło do uszkodzeń w wyniku szczególnie obciążającej charakteryzacji wykorzystywanej na planie filmu Środa popielcowa.
Przeszła operację plastyczną podbródka, jednocześnie zaprzeczała doniesieniom o innych ingerencjach chirurgicznych w swój wygląd.

### Majątek
W latach 50. stała się najlepiej opłacaną (jej honorarium wynosiło 500 tys. dol. za film) i najbardziej rozchwytywaną aktorką świata. Za tytułową rolę w Kleopatrze wynegocjowała milionowy kontrakt i tantiemy w wysokości 10 proc. od zysków, podobne honorarium otrzymała również za role w kolejnych filmach, m.in. Z życia VIP-ów, Brodziec, Kto się boi Virginii Woolf?, W zwierciadle złotego oka, Boom i Tajna ceremonia. Za występ w filmie Haiti – wyspa przeklęta otrzymała wynagrodzenie w wysokości 500 tys. dol. Za rolę w filmie Jedyna gra w mieście otrzymała najwyższe honorarium w karierze – 1,25 mln dol. Za występ w programie podróżniczym CBSTV Elizabeth Taylor’s London otrzymała 500 tys. dol. Za grę w miniserialu Północ – Południe otrzymywała po 100 tys. dol. za dzień zdjęciowy.
W latach 60. kupiła posiadłość Chalet Ariel w Gstadd w Alpach i jacht „Kalizma” (od imienia córki Richarda Burtona – Kate, i córek Taylor: Lizy i Marii) za ok. 75 tys. funtów. Później zakupiła też, z Richardem Burtonem, dom „Casa Kimberley” w Puerto Vallarta za 40 tys. dol. W latach 80. za 2 mln dol. kupiła rezydencję przy Nimes Road 700 przy Bel Air w Kalifornii. W 2007 z Jasonem Wintersem nabyła za 10 mln dol. willę na Hawajach.
Miała kolekcję drogiej biżuterii (w latach 70. wycenioną na 15 mln dol.), którą lubiła epatować podczas wyjść publicznych. W 1987 na aukcji zorganizowanej przez firmę Sotheby’s w Genewie zakupiła wysadzaną brylantami platynową broszkę, która należała do Wallis Simpson. Posiadała także kolekcję obrazów, w latach 60. kupiła m.in. obrazy: Szpital dla umysłowo chorych w St Rémy Vincenta Van Gogha za ponad 90 tys. dol. i Le val de la Falaise Claude Moneta za 50 tys. dol.
Pod koniec 2011 zgromadzony przez nią majątek oszacowano na 600 mln dol.
Była znana ze swojej dobroczynności, a w 1972 magazyn „Life” wyliczył, że wraz z mężem Richardem Burtonem wydają ok. 1 mln dol. na cele charytatywne.

## Filmografia
Spis sporządzono na podstawie materiału źródłowego.

### Filmy fabularne
- 1942: Ktoś rodzi się co minutę (There's One Born Every Minute) jako Gloria Twine
- 1943: Lassie, wróć! (Lassie Come Home) jako Priscilla
- 1944: Dziwne losy Jane Eyre (Jane Eyre) jako Helen Burns (niewymieniona w czołówce)
- 1944: Białe skały Dover (The White Cliffs of Dover) jako Betsy Kenney w wieku 10 lat
- 1944: Wielka nagroda (National Velvet) jako Velvet Brown
- 1946: Odwaga Lassie (Courage of Lassie) jako Kathie Merrick
- 1947: Życie z ojcem (Life with Father) jako Mary
- 1947: Cynthia jako Cynthia Bishop
- 1948: Randka z Judy (A Date with Judy) jako Carol Pringle
- 1948: Niesforna Julia (Julia Misbehaves) jako Susan Packett
- 1949: Konspirator (Conspirator) jako Melinda Greyton
- 1949: Małe kobietki (Little Women) jako Amy March
- 1950: Wielki kac (The Big Hangover) jako Mary Belney
- 1950: Ojciec panny młodej (Father of the Bride) jako Kay Banks
- 1951: Miejsce pod słońcem (A Place in the Sun) jako Angela Vickers
- 1951: Callaway Went Thataway
- 1951: Quo vadis – w roli epizodycznej
- 1951: Kłopotliwy wnuczek (Father's Little Dividend) jako Kay Dunstan
- 1952: Love Is Better Than Ever jako Anastacia Macaboy
- [1952: Ivanhoe jako Rebecca
- 1953: Dziewczyna, która miała wszystko (The Girl Who Had Everything) jako Jean Latimer
- 1954: Piękny Brummel (Beau Brummell) jako lady Patricia
- 1954: Kiedy po raz ostatni widziałem Paryż (The Last Time I Saw Paris) jako Helen Ellswirth / Wills
- 1954: Rapsodia (Rhapsody) jako Louise Durant
- 1954: Ścieżka słoni (Elephant Walk) jako Ruth Wiley
- 1956: Olbrzym (Giant) jako Leslie Lynnton Benedict
- 1957: W poszukiwaniu deszczowego drzewa (Raintree County) jako Susanna Drake
- 1958: Kotka na gorącym blaszanym dachu (Cat on a Hot Tin Roof) jako Maggie Pollitt
- 1959: Nagle, zeszłego lata (Suddenly, Last Summer) jako Catherine Holly
- 1960: Scent of Mystery (Holiday in Spain) jako prawdziwa Sally Kennedy (niewymieniona w czołówce)
- 1960: Butterfield 8 jako Gloria Wondrous
- 1963: Kleopatra (Cleopatra) jako Kleopatra
- 1963: Z życia VIP-ów (The V.I.P.s) jako Frances Andros
- 1965: Brodziec (The Sandpiper) jako Laura Reynolds
- 1966: Kto się boi Virginii Woolf? (Who's Afraid of Virginia Woolf?) jako Martha
- 1967: W zwierciadle złotego oka (Reflections in a Golden Eye) jako Leonora Penderton
- 1967: Haiti – wyspa przeklęta (The Comedians) jako Martha Pineda
- 1967: Doktor Faust (Doctor Faustus) jako Helena Trojańska
- 1967: Poskromienie złośnicy (The Taming of the Shrew) jako Katharina
- 1968: Boom! jako Flora „Sissy” Goforth
- 1968: Tajna ceremonia (Secret Ceremony) jako Leonora
- 1969: Anna tysiąca dni (Anne of the Thousand Days) jako kurtyzana (niewymieniona w czołówce)
- 1970: Jedyna gra w mieście (The Only Game in Town) jako Fran Walker
- 1972: X, y i zet (Zee and Co.) jako Zee Blakeley
- 1972: Hammersmith wychodzi (Hammersmith Is Out) jako Jimmie Jean Jackson
- 1972: Pod mlecznym lasem (Under Milk Wood) jako Rosie Probert
- 1973: Jego rozwód, jej rozwód (Divorce His – Divorce Hers) jako Jane Reynolds
- 1973: Nocne widma (Night Watch) jako Ellen Wheeler
- 1973: Środa popielcowa (Ash Wednesday) jako Barbara Sawyer
- 1974: Miejsce kierowcy (The Drivers Seat/Identikit) jako Lise
- 1976: Zwycięstwo nad Entebbe (Victory at Entebbe) jako Edra Vilnofsky
- 1976: Błękitny ptak (The Blue Bird) jako królowa Światła/Matka/Wiedźma
- 1977: Mała nocna muzyka (A Little Night Music) jako Desiree Armfeldt
- 1978: Return Engagement jako dr Emily Loomis
- 1979: Zimowe zabójstwa (The Winter Kills) jako Lola Comante (niewymieniona w czołówce)
- 1980: Pęknięte lustro (The Mirror Crack'd) jako Marina Rudd
- 1983: Między przyjaciółmi (Between Friends) jako Deborah Shapiro
- 1985: Malice in Wonderland jako Louella Parsons
- 1986: There Must Be a Pony jako Marguerite Sydney
- 1987: Poker Alice jako Alice Moffit
- 1988: Młody Toscanini (Il Giovane Toscanini) jako Nadina Bulichoff
- 1989: Słodki ptak młodości (Sweet Bird of Youth) jako Alexandra Del Lago
- 1994: Flintstonowie (The Flintstones) jako Pearl Slaghoople, teściowa Freda
- 2001: Wieczny blask gwiazd (These Old Broads) jako Beryl Mason

### Seriale telewizyjne
- 1981: Szpital miejski (General Hospital) jako Helena Cassadine
- 1983: Wszystkie moje dzieci (All My Children) jako członkini załogi w pałacu
- 1984: Hotel jako Katherine Cole
- 1985: Północ-Południe (North and South) jako Madam Conti
- 1992
  - Simpsonowie The Simpsons jako Maggie Simpson (głos)
  - Kapitan Planeta (Captain Planet and the Planeteers) jako matka Todda (głos)
- 1996: Pomoc domowa (The Nanny) jako ona sama
- 2003: God, the Devil and Bob jako Sarah (głos)

### Produkcja
- 1967
  - Poskromienie złośnicy (The Taming of the Shrew, producent)
  - Oz: The Tin Woodman's Dream (producent wykonawczy)

## Nagrody
- Nagroda Akademii Filmowej
  - Najlepsza aktorka pierwszoplanowa: 1967 Kto się boi Virginii Woolf?
  - 1961 Butterfield 8
  - 1993 Nagroda humanitarna im. Jeana Hersholta
- Złoty Glob
  - Najlepsza aktorka w filmie dramatycznym: 1960: Nagle, zeszłego lata
  - 1974 Henrietta Award: 1985 Nagroda im. Cecila B. DeMille’a
- Nagroda BAFTA
  - Najlepsza aktorka brytyjska: 1967 Kto się boi Virginii Woolf?
  - 1999 Academy Fellowship
- Nagroda Gildii Aktorów Ekranowych 1998 Za całokształt twórczości
- Nagroda na MFF w Berlinie Najlepsza aktorka: 1972 Hammersmith Is Out